# Gerardus Huysmans
Gerardus Wilhelmus Maria Huysmans (Eindhoven, 29 april 1902 – 's-Gravenhage, 18 maart 1948) was een
katholiek politicus die in het laatste oorlogskabinet minister van Financiën was, en in het kabinet-Beel I minister van Economische Zaken.
Huysmans stelde de Bankraad in en bracht de Wet inzake het Centraal Economische Plan tot stand. Voor hij minister werd was hij directeur van de Boerenleenbank en voorman van de katholieke werkgevers.
- Biografisch Portaal: 52256155
- International Standard Name Identifier: 0000 0000 2187 0268
- Library of Congress Control Number: n78026300
- Nederlandse Thesaurus van Auteursnamen: 07057457X
- Parlement.com: vg09llhlqsy8
- Virtual International Authority File: 72646982
- WorldCat: E39PBJp9wpV73Mxdwy68CxgFrq